# MUCH BETTER
『MUCH BETTER』（マッチベター）は、1988年4月21日に吉田拓郎がリリースしたオリジナル・アルバム。

## 解説
ライブ活動を再開した時期に発売されたアルバム。

## レコーディング
レコーディングは1987年11月2日から一口坂スタジオが運営していたレコーディングスタジオ「河口湖スタジオ」で開始。このセッションで4リズムと仮ボーカルを収録。アルバム収録曲以外に「Much better」「夕陽は逃げ足が速いんだ」もレコーディングした。この期間には先行シングル「すなおになれば」のレコーディングは含まれていない。

## リリース
LPとCD、ミュージック・テープの3形態で発売され、各種ともにジャケットの色・写真の構成が異なる。

## 収録曲
- 全作詞・作曲：吉田拓郎（特記以外）編曲：吉田拓郎（特記以外）

1. 「うの」ひと夏 by高杉
2. 眠れない夜
作詞・作曲：泉谷しげる
1974年泉谷が発売した同名のシングル曲のカバー。
3. 気がついたら春は
4. 流れ流され
5. よせばいい
6. MR.K
7. すなおになれば
編曲：吉田拓郎・瀬尾一三
拓郎自身が出演したサッポロビール『サッポロドライ』のCMソング[2]
8. いくつもの夜が
「すなおになれば」B面曲。
9. 現在の現在

## 参加ミュージシャン
- Horn & Strings Arrangement, Synthesizer Programming by 瀬尾一三
- Additional Musicians
  - Keyboards：国吉良一・島健
  - Bass：岡沢章
  - Drums：田中清司・渡嘉敷祐一
  - Guitars：吉田拓郎・鳥山雄司
  - Percussion：斉藤ノヴ
  - Saxophone：JAKE H. CONCEPCION
  - Trumpet：数原晋
  - Trombone：西山健治
  - Chorus：高橋香代子・宮浦和美・AYAKO KITAGAWA・ROVE BARD・比山貴咏史・木戸泰弘・広谷順子
  - Strings： TOMODA GROUP
  - Synthesizer Programming：浦田恵司
- Special Thanks To Ibanez